# Măng Là A
Măng Là A hoặc Măng Le là một loại măng thường mọc tự nhiên tại các đồi núi trên địa bàn tỉnh Bà Rịa-Vũng Tàu. Đây là một loại thực vật thuộc họ tre trúc, chiều cao thấp, mọc thành bụi, thường được thu hoạch trong khoảng thời gian từ tháng 6 đến tháng 9 hàng năm.